# Jeroen Kleijn
Jeroen Kleijn (Den Haag, 1969) is een Nederlandse drummer en labelmanager van Excelsior Recordings.

## Biografie
Kleijn werd geboren in Scheveningen, waar hij zijn jeugd doorbracht in een huis op de boulevard met zijn ouders en vijf jaar jongere zus.
In 1984 ging Kleijn naar een concert van Golden Earring in de Groenoordhallen in Leiden. Het concert maakte zoveel indruk op Kleijn, dat hij na afloop aan zijn vrienden vertelde dat hij een drumstel ging kopen. Zijn ouders besloten hierop hem eerst op te geven op een muziekschool, met het idee in het achterhoofd dat de bevlieging misschien zou overwaaien. Na enkele maanden fanatiek in de muziekschool oefenen op een geïmproviseerd drumstel, besloten zijn ouders een echt drumstel voor thuis te kopen.
Begin jaren negentig verhuisde hij van Scheveningen naar Amsterdam, waar hij psychologie ging studeren. In 1991 richtte hij daar met onder anderen gitarist Roald van Oosten, later bekend van Caesar, Martin Cramer, later bekend van Grumpyhead, en bassist Stefan de Prie de band Little Furry Things op. Ook speelde hij in 1993 met bassist De Prie in de band van Julia P. Hersheimer.
In 1994 werd Kleijn gevraagd om te komen spelen in Daryll-Ann, die op dat moment zonder drummer zat. Na het horen van nieuwe demo-opnamen stemde Kleijn toe. Door deze stap werd Kleijn fulltime muzikant en moest hij zijn studie en andere bands stopzetten.
Via Daryll-Ann kwam hij in contact met Ferry Roseboom, die manager was van de band. In 1996 richtte Roseboom Excelsior Recordings op. Kleijn raakte als promotor en manager betrokken bij het label en speelde vervolgens ook drums bij diverse acts op het label. Na het uiteengaan van Daryll-Ann in 2004 werd Kleijn lid van Johan. Hier speelde hij tot Johan in 2009 uit elkaar ging, hierna ging hij spelen in El Pino and the Volunteers.
Later speelde Kleijn in de liveband van Spinvis. Momenteel speelt hij bij Claw Boys Claw, met wie hij de albums 'Hammer' en 'It's Not Me, The Horse Is Not Me - Part 1' opnam, en in het opnieuw actieve Johan.

## Muzikale carrière
Kleijn heeft in diverse formaties gespeeld. Soms langere tijd, als actief bandlid, soms slechts als sessiemuzikant tijdens opnames of als livemuzikant in de tourband van bepaalde artiesten. Onderstaand een incompleet overzicht van Kleijns muzikale carrière.
| Act                        | Jaren actief             | Soort deelname                                                   |
| -------------------------- | ------------------------ | ---------------------------------------------------------------- |
| Little Furry Things        | 1991-1993                | Actief bandlid                                                   |
| Julia P. Hersheimer        | 1992-1994                | Actief bandlid                                                   |
| Daryll-Ann                 | 1993-2004, comeback 2012 | Actief bandlid                                                   |
| Speed78                    | 1998                     | Actief bandlid                                                   |
| Bauer                      | 1999                     | Livemuzikant                                                     |
| Scram C Baby               | 1999-2001                | Actief bandlid                                                   |
| Sergeant Petter            | 2003                     | Livemuzikant                                                     |
| Meindert Talma             | 2003, 2008               | Sessiemuzikant op Kriebelvisje en Tamango                        |
| Ellen ten Damme            | 2004                     | Livemuzikant                                                     |
| Claudia de Breij           | 2004                     | Sessiemuzikant op Niet alleen                                    |
| Johan                      | 2004-2009-comeback 2018  | Actief bandlid                                                   |
| Spinvis                    | 2004                     | Livemuzikant en sessiemuzikant op Dagen van gras, dagen van stro |
| The Group                  | 2008                     | Actief bandlid                                                   |
| Tim Knol                   | 2009-2015                | Sessiemuzikant                                                   |
| El Pino and the Volunteers | 2009-?                   | Livemuzikant                                                     |
| Lea Kliphuis               | 2010                     | Sessiemuzikant                                                   |
| Claw Boys Claw             | 2013-nu                  | Livemuzikant                                                     |